# Scaphepistenia
Scaphepistenia är ett släkte av steklar. Scaphepistenia ingår i familjen puppglanssteklar.
Kladogram enligt Catalogue of Life:
| Scaphepistenia | \| \| Scaphepistenia quadriplagiata \| \| \| \| \| \| Scaphepistenia scutata \| \| \| \| |
|                | \| \| Scaphepistenia quadriplagiata \| \| \| \| \| \| Scaphepistenia scutata \| \| \| \| |
|                | Scaphepistenia quadriplagiata                                                            |
|                |                                                                                          |
|                | Scaphepistenia scutata                                                                   |
|                |                                                                                          |